# Edgar zu Erbach-Fürstenau
Edgar Ludwig Friedrich Graf zu Erbach-Fürstenau (* 10. September 1818 auf Jagdschloss Krähberg; † 30. September 1879 in Markt Einersheim) war ein deutscher Graf, Offizier und hessischer Politiker. Er war Abgeordneter der Landstände des Großherzogtums Hessen.

## Familie
Erbach-Fürstenau war der Sohn von Albrecht zu Erbach-Fürstenau (1787–1851) und dessen Ehefrau Sophie Emilie Luise, Prinzessin zu Hohenlohe-Neuenstein-Ingelfingen (1788–1859). Er war katholischer Konfession. Sein älterer Bruder Alfred war Erbe der väterlichen Standesherrschaft.

## Leben
Edgar zu Erbach-Fürstenau schlug die Militärlaufbahn im österreichischen Militärdienst ein. 1848/49 nahm er am Feldzug gegen Piemont teil. 1866 war er im Deutschen Krieg Oberst und Kommandant des Kürassier-Regiments Graf Wrangel. Er wurde bei der Schlacht bei Königgrätz verwundet.
Nach dem Tod seines Bruders Alfred 1874 wurde dessen Sohn Adalbert zu Erbach-Fürstenau (1861–1944) Standesherr. Da dieser noch minderjährig war, vertrat Edgar ihn 1874 bis 1879 als Mitglied der Ersten Kammer der Landstände des Großherzogtums Hessen. Er legte am 10. November 1874 den Abgeordneteneid ab. Am 23. Landtag (1878 ff.) nahm er nicht teil.
Er ist in Iphofen begraben.